# Сакварелидзе, Павел Давидович
Павел Давидович Сакварелидзе (груз. პავლე დავითის ძე საყვარელიძე, 1882, Сакара — 10 августа 1937) — грузинский политик, член Учредительного собрания Грузии.

## Биография
Высшее образование получил в российских и швейцарских университетах.
Был членом меньшевистской фракции социал-демократической рабочей партии России. Член и организатор партии Имерети-Самегрело; Партийный псевдоним — «большой Павел»; Принимал активное участие в революционных выступлениях 1905 года в Имеретии. Участвовал в работе Стокгольмского (объединительного) съезда РСДРП.
С ноября 1917 года на выборных должностях, в 1918 году избран членом парламента Демократической Республики Грузия. Подписал Декларацию независимости Грузии. 12 марта 1919 года был избран членом Учредительного собрания Грузии по списку социал-демократической партии Грузии;
Был членом реорганизационных, художественных, технических и конституционных комиссий. В 1921 году, после советизации Грузии остался в Грузии и отошёл от политической деятельности. Занимал пост заместителя начальника статистико-экономического отдела Народного комиссариата ЗСФСР.
Умер 10 августа 1937 года, возможно от отравления.
Похоронен на кладбище Ваке.

## Личная жизнь
Тесть — Валериан Гуниа